# Constituição argentina de 1853
A Constituição argentina de 1853 foi a primeira constituição que regeu na maior parte do território da actual República Argentina. Foi aprovada com o apoio geral dos governos provinciais, com a importante excepção do Estado de Buenos Aires, que se manteve separado de facto da Confederação Argentina até 1859. Foi sancionada por uma convenção constituinte, reunida em Santa Fé, e promulgada o 1 de maio de 1853 por Justo José de Urquiza, director provisório da Confederação Argentina.